# セヴ・リース
セヴ・リース（Sevu Reece、1997年2月13日 - ）は、スーパーラグビークルセイダーズに所属するラグビーユニオン選手。

## プロフィール
- フィジー・ナンディ出身[1]。
- ポジションはウィング(WTB)、センター(CTB)、フルバック(FB)。
- 身長 182cm、体重 91kg[2]
- ニュージーランド代表キャップは8（2021年1月現在）でワールドカップ2019のニュージーランド代表に選ばれた[3]。

## 略歴
ハミルトンボーイズ高校卒業後、ワイカトを経て、2019年、クルセイダーズに加入。